# 薩繆爾·霍爾曼
薩繆爾·霍爾曼（瑞典語：Samuel Holmén；1984年6月28日—）是一位瑞典足球運動員，在場上的位置是中場
。他是另外一位瑞典足球運動員塞巴斯蒂安·霍爾曼的哥哥。

## 外部連結
- worldfootball.net：薩繆爾·霍爾曼之統計數據 （英文）
- Samuel Holmén at Brondby.com （丹麥語）